# Línea 1 (Urbanos de El Molar)
La línea 1 de la red de autobuses urbanos de El Molar unía de forma circular los colegios, las urbanizaciones y el casco antiguo del municipio.

## Características
Esta línea unía hasta comienzos de 2012 de forma circular diversas zonas del municipio de El Molar. Al igual que en otros municipios de la Comunidad de Madrid, al no contar con una población de más de 50.000 habitantes para subvenciones del Ministerio de Transportes en autobuses urbanos, la línea operaba a cargo del ayuntamiento del municipio con la coordinación del CRTM para el uso del Abono Transporte y enlace a las líneas interurbanas.
Debido a la falta de uso y la ampliación de servicios de los autobuses interurbanos del municipio fue suprimida a comienzos de 2012 sin un reemplazo. No todas las zonas que recorría cuentan con sustitución de líneas interurbanas, puesto que en las urbanizaciones sólo se realiza parada en el exterior, por el casco antiguo no circula ninguna línea y la zona de colegios se encuentra incomunicada de la misma manera. La antigua travesía que cruza el pueblo y la entrada de la Urbanización Vistasierra son los únicos puntos donde se mantiene el servicio de autobuses en el municipio.
Un caso similar fue la supresión de las líneas urbanas de Algete, también a comienzos de 2012, en un municipio de menos de 50.000 habitantes y también falta de demanda.
La línea circulaba exclusivamente por el término municipal de El Molar. Como bien se expresaba en la numeración interna del CRTM, recibía el número 1086. El primer dígito corresponde a la línea, en este caso la línea 1. Y los últimos tres dígitos corresponden al municipio por el que circula, en este caso 086 corresponde al municipio de El Molar.
La línea mantenía los mismos horarios todo el año (exceptuando las vísperas de festivo y festivos de Navidad) circulando solamente de lunes a viernes laborables.
Estaba operada por el ayuntamiento de El Molar mediante una concesión administrativa del Consorcio Regional de Transportes de Madrid.

## Horarios
| Todo el año                |
| Lunes a viernes laborables |
| 07:30                      |
| 08:10                      |
| 08:50                      |
| 09:30                      |
| 10:10                      |
| 10:50                      |
| 11:30                      |
| 12:10                      |
| 12:50                      |
| 13:30                      |
| 14:10                      |
| 14:50                      |
| 15:30                      |
| 16:10                      |
| 16:50                      |
| 17:30                      |
| 18:10                      |
| 18:50                      |

Paso por la Calle de la Fuente aproximadamente 20 minutos después de su salida de los colegios. Duración del recorrido circular completo aproximadamente 40 minutos.

## Recorrido y paradas

### Nota importante
Las paradas que se describen a continuación fueron aquellas que realizaba la línea antes de ser suprimida. En la actualidad, algunas paradas aquí mostradas pueden haber sido suprimidas, cambiadas de nombre o realizadas por líneas distintas (que han modificado su recorrido o se han creado tras la supresión de la línea 1). Para una información actualizada de las paradas actuales que realizan otras líneas, consultar sus páginas correspondientes.
| Código | Zona | Localidad | Denominación                                           | Ubicación                                              | Líneas de la parada               |
| ------ | ---- | --------- | ------------------------------------------------------ | ------------------------------------------------------ | --------------------------------- |
|        |      | El Molar  | CEIP Arco de la Sierra                                 | Calle de Santa Águeda                                  | 1                                 |
|        |      | El Molar  | CEIP Cortes de Cádiz                                   | Calle Doctores El Molar                                | 1                                 |
|        |      | El Molar  | Calle del Almirante Martel - Calle de la Dehesa        | Calle del Almirante Martel - Calle de la Dehesa        | 1                                 |
| xxxxx  |      | El Molar  | Calle de la Rosaleda - Calle de los Nardos             | Calle de la Rosaleda Nº17                              | 1                                 |
| 10333  |      | El Molar  | Calle de la Rosaleda - Urbanización Vistasierra        | Calle de la Rosaleda Nº51                              | 193 1                             |
|        |      | El Molar  | Camino de Francia                                      | Camino de Francia                                      | 1                                 |
|        |      | El Molar  | Urbanización Peña de la Pala                           | Calle de las Atalayas - Calle del Prado Redondo        | 1                                 |
|        |      | El Molar  | Urbanización Peña de la Pala                           | Calle de las Atalayas - Avenida de Peña de la Pala     | 1                                 |
|        |      | El Molar  | Urbanización Peña de la Pala                           | Avenida de Peña de la Pala - Travesía de la Peña       | 1                                 |
|        |      | El Molar  | Cementerio                                             | Camino de Francia - Calle de la Fuente                 | 1                                 |
|        |      | El Molar  | Calle de la Fuente - Calle de las Arcas                | Calle de la Fuente - Calle de las Arcas                | 1                                 |
| 12690  |      | El Molar  | Calle de la Fuente - Calle del Álamo                   | Calle de la Fuente Nº23                                | 191 193 193A 194 195 196 197D 199 |
| 09649  |      | El Molar  | Plaza Mayor - Calle de la Fuente                       | Plaza Mayor Nº10                                       | 191 193 193A 194 195 196 197D 199 |
|        |      | El Molar  | Calle de los Naranjos - Calle de San Roque             | Calle de los Naranjos - Calle de San Roque             | 1                                 |
|        |      | El Molar  | Calle de los Granados - Calle de los Naranjos          | Calle de los Granados - Calle de los Naranjos          | 1                                 |
|        |      | El Molar  | Calle de los Granados - Avenida de Madrid              | Calle de los Granados - Avenida de Madrid              | 1                                 |
| 10329  |      | El Molar  | Plaza Mayor - Ayuntamiento                             | Plaza Mayor S/N.º                                      | 191 193 194 195 196 199           |
|        |      | El Molar  | Calle de San Isidro - Escuela de Música                | Calle de San Isidro - Escuela de Música                | 1                                 |
|        |      | El Molar  | Calle de San Isidro - CEIP Nuestra Señora del Remolino | Calle de San Isidro - CEIP Nuestra Señora del Remolino | 1                                 |
|        |      | El Molar  | CEIP Arco de la Sierra                                 | Calle de Santa Águeda                                  | 1                                 |

1. ↑  En la actualidad esta parada recibe el código 20841, fue suprimida junto con la línea urbana y reinaugurada el 30 de abril de 2021 para líneas interurbanas, pero se desconoce su código original
2. ↑  En la actualidad esta parada la realizan también las líneas 191 193 194, además de la línea N104, que fue creada posteriormente
3. ↑  En la actualidad esta parada la realizan también las líneas 191 196, además de la línea N104, que fue creada posteriormente
4. 1 2 3  En la actualidad esta parada la realiza también la línea N104, que fue creada posteriormente
5. 1 2 3  Actualmente esta línea está suprimida